# Dinichthys herzeri
Dinichthys herzeri NEWBERRY, 1868 è un pesce placoderma appartenente agli artrodiri, vissuto nel Tardo Devoniano (Famenniano) fra i 375 ed i 360 milioni di anni fa, i cui resti fossili sono stati ritrovati nell'Ohio e nel Tennessee. 

## Classificazione
Dinichthys descritto per la prima volta nel 1868 dal fisico e geologo John Strong Newberry, sulla base di una porzione frammentaria del cranio e delle mandibole.
Per gran parte del XX secolo, molti grandi artrodiri vennero classificati insieme a Dinichthys, comprese le specie oggi conosciute come Dunkleosteus, Eastmanosteus e Titanichthys. Oggi Dinichthys è considerato un genere monotipico, comprendente solo la specie D. herzeri. Allo stesso modo, in un'analisi del 2010, la famiglia Dinichthyidae, un tempo comprendente una vasta gamma di generi di artrodiri, venne ridefinita e oggi comprende solo il genere Dinichthys.
Dunkleosteus venne inizialmente descritto come Dinichthys terrelli, sempre da Newberry, nel 1873. In seguito, il rinvenimento di resti più completi di Dunkleosteus, sempre nel XX secolo, furono classificati come Dunkleosteus terrelli. Come risultato, la maggior parte delle illustrazioni dove viene raffigurato Dinichthys  sono in realtà immagini di Dunkleosteus.

## Descrizione
Dinichthys herzeri è caratterizzato da un inferognatale (osso della mandibola) caratterizzato dalla combinazione di due cuspidi anteriori e una superficie occlusale posteriore dentellata (che comprende circa il 45% della lunghezza totale dell'inferognatale). Ci sono da dieci a quattordici dentelli adsinfisiali lungo la superficie mesiale della cuspide anteriore. Il superognatale anteriore possiede una cuspide laterale con una fila di dentelli orientati in senso dorso-ventrale lungo la superficie laterale della cuspide. Posteriormente alla cuspide laterale, è racchiusa la faccia laterale del superognatale anteriore. Alla base della superficie chiusa si trova una superficie occlusale ottusa che forma un gradino anteriore lungo la faccia laterale. Il superognatale posteriore possiede file laterali e posteriori di dentelli. Sulla placca nucale sono presenti grandi fosse accoppiate adiacenti al processo posteriore della placca nucale che si aprono posteriormente (Carr e Hlavin, 2010).